# The Passions (британський гурт)
The Passions — британо-ірландський постпанк-гурт, який був сформований в 1978, році. Музика гурту поєднувалася в новій хвилі, з дрім-попом, в поєднанні з ангельським вокалом Барбари Гоган, що придавало легкості, у звучанні з поєднанням, мрійливості, у традиції пост-панку, і водночас похмурим, в стилі готик-рок. Гурт випустив три студійні альбоми, і саме більше, популярним став їхній сингл випущений в 1981, році який називався «I'm in Love with a German Film Star». Гурт припинив своє існування в 1983, році.

## Дискографія
| Рік  | Назва                           | Лейбл           |
| ---- | ------------------------------- | --------------- |
| 1980 | Michael & Miranda               | Fiction Records |
| 1981 | Thirty Thousand Feel Over China | Polydor Records |
| 1982 | Sancturay                       | Fiction Records |